# Dysonia hebardi
Dysonia hebardi är en insektsart som beskrevs av Costa Lima och Guitton 1960. Dysonia hebardi ingår i släktet Dysonia och familjen vårtbitare. Inga underarter finns listade i Catalogue of Life.